# Minerva fra la Geometria e l'Aritmetica
Minerva fra la Geometria e l'Aritmetica è un affresco attribuito a Paolo Veronese del 1550. Esso faceva parte delle decorazioni del Palazzo de Soranzi, detto La Soranza a Castelfranco Veneto, Treviso, realizzato su progetto di Michele Sanmicheli per Piero Soranzo, del patrizio, veneziano. Il ciclo di affreschi delle quattro stanze laterali, del salone principale e dell'atrio fu eseguito dai giovani veronesi: Paolo spezapreda (Paolo Caliari detto il Veronese), Giovan Battista Zelotti, Anselmo Canera e Bernardino India, incaricati dal Sanmicheli.
Nel 1817 il palazzo fu abbattuto totalmente per ordine dell'ultimo proprietario Francesco Maria Barbaro. Le decorazioni pittoriche furono in parte staccate dai muri con una nuova tecnica dal conte Filippo Balbi che si dilettava anche come pittore, oltre ad essere bravissimo meccanico ed anche Chimico, che ne vendette una consistente parte al mercante d'arte Giovanni (John) Vendramini di Londra. Altri frammenti furono donati al duomo di Castelfranco Veneto, al Seminario di Venezia, all'ing. Cita ed altri ancora venduti a privati. Non si conosce il numero esatto dei brani staccati dai muri, tuttavia in una lettera di Padre Barisan del 1817 si citano n. 156 pezzi, mentre nella cronaca italiana sarebbero 108, in quella invece inglese sarebberè più di 60 arrivati a Londra. Il merito per questa grande operazione commerciale va soprattutto al bassanese Giovanni Vendramini che risiedeva nella City, stimatissimo litografo e per sua fortuna erede di un consistente patrimonio del suocero di origine portoghese. 
Il lacerto, come molti altri, apparse in un catalogo della Galleria Maddox Street di Londra nel 1826, con questo titolo: "Minerva between Mensuration and Calculation", che l'anno dopo il calcografo Vendramini incise una bellissima stampa (speculare) con il titolo: "THE BELLONA. From The FRESCO PAINTING BY PAUL VERONESE. One of the Series removed from the Walls of the Soranza Palace, and brought to England by M. Vendramini", nel 1827.
La cronaca inglese dell'epoca esaltò l'ammirabile capacità del Vendramini nell'aver portato in Inghilterra un così gran numero di frammenti del Palazzo La Soranza attribuiti a Paolo Veronese (da quaranta a sessanta?), considerato uno dei maggiori artisti del Rinascimento italiano e i frammenti molto più importanti dei cartoni di Raffaello. 
Nel 2002, l'affresco venne acquistato sul mercato antiquariale dalla Regione Veneto che ricorse per la prima volta al diritto di prelazione in base al vigente Testo Unico. L'opera era già stata venduta almeno tre volte in aste pubbliche del secolo scorso. L'acquisto fu caleggiato anche da Vittorio Sgarbi che curò una specifica mostra a Castelfranco Veneto. 
L'attribuzione a Paolo Veronese viene contestata da una parte della letteratura artistica che lo considera invece di Anselmo Canera o di Giambattista Zelotti. 
Da un recente studio si è potuto appurare le varie fasi dell'intitolazione dell'opera e delle diversità sorprendenti tra l'originale affresco e l'incisione del Vendramini o le foto d'archivio del critico Federico Zeri. Non mancano tuttavia serie perplessità che l'opera sia integra.
Su un piano iconografico Minerva tra le due arti, Geometria e Aritmetica sarebbe l'unico esempio che esista nell'ambito delle decorazioni nelle ville venete, anzi la più sorprendente ed enigmatica che la storia dell'arte ci abbia tramandato. Infatti, Aritmetica espone una parte del suo abbaco con una sequenza di numeri che rinviano alla parte volutamente nascosta che darebbe la somma di 23 (1+2+5+6+9), per alcuni l'età di Paolo Veronese, per altri l'anno del matrimonio tra i patrizi Piero Soranzo e Francesca Emo, 1523. La parte dell'abbaco invece ben in vista con i numeri (3+4+7+8+10) darebbe la somma di 32, cioè gli anni di matrimonio dei due patrizi, coronati dalla costruzione del sontuoso palazzo: 1550 (1523+32).